# May Ayim
May Ayim (Hamburgo, 3 de maio de 1960 – Berlim, 9 de agosto de 1996), foi uma escritora, poeta, educadora e ativista alemã. Filha de um estudante de medicina de Gana e mãe alemã, May foi adotada por um casal alemão branco ainda bem jovem. Após se reencontrar com a família biológica do pai em Gana, em 1992, ela passou a assinar como May Ayim, substituindo o Opitz de sua família adotiva.
May fez doutorado na Universidade de Ratisbona, cuja tese: "Afro-Deutsche: Ihre Kultur- und Sozialgeschichte aus dem Hintergrund gesellschaftlicher Veränderungen" (Afro-alemães: sua história cultural e social no contexto da mudança social), foi o primeiro estudo acadêmico a respeito da história dos afro-alemães. Aliada com materiais contemporâneos, foi publicada como livro, em 1986, chamado Farbe Bekennen. Foi traduzida e publicada em inglês como Showing Our Colors: Afro-German Women Speak Out (Mostrando COR-agem: mulheres afro-alemãs falam tudo) (1986). Inclui relatos de muitas mulheres afro-alemãs, com quem Ayim militou para unir os afro-alemães para combater o racismo na sociedade. Foi uma das co-fundadoras da Initiative Schwarze Deutsche (Iniciativa para Pessoas Negras na Alemanha) voltada para este fim, no final dos anos 1980.

## Vida pessoal

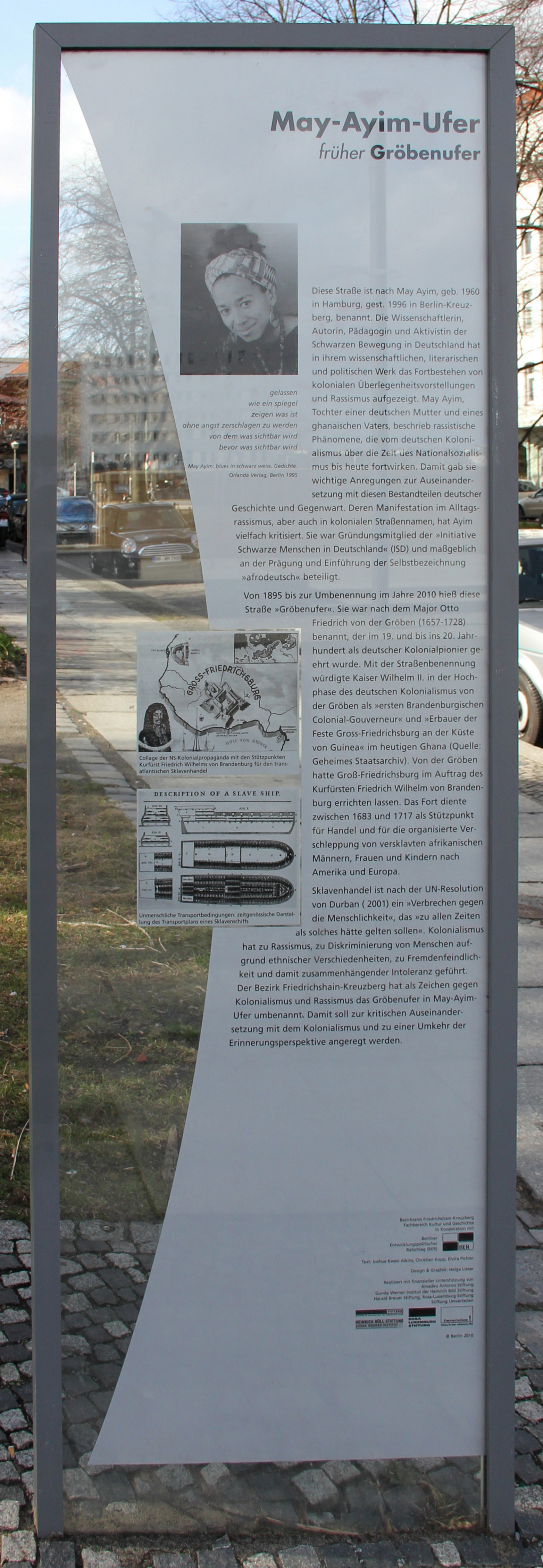
Placa comemorativa de May Ayim, May-Ayim-Ufer, Berlim-Kreuzberg, Alemanha.

Nascida em 1960, batizada com o nome de Sylvia Andler, em Hamburgo, era filha dos namorados Ursula Andler e Emmanuel Ayim. Seu pai era um estudante de medicina, nascido em Gana e queria que a filha fosse criada por sua irmã, que não tinha filhos. Porém, a lei alemã para crianças ilegítimas dava a guarda do menor para o estado e não para os pais biológicos. Assim, sua mãe a colocou para adoção.
Depois de um breve período em um orfanato, May foi adotada pela família Opitz, que a batizaram May Opitz e a criaram como sendo sua filha biológica. Ela cresceu na Vestfália, mas posteriormente alegou ter sido uma infância infeliz. Considerava os pais adotivos muito severos e que se usavam de castigos físicos contra ela. Assuntos como este foram bastante explorados em sua poesia.
May foi expulsa de casa pelos pais aos 19 anos, apesar de continuar em contato com eles. No mesmo ano ela se formou no ensino médio e foi estudar em uma faculdade em Münster, especializando-se em Língua Alemã e Estudos Sociais. May estudou na Universidade de Ratisbona, em psicologia e educação, tendo viajado para Israel, Quênia e Gana. Lá ela encontrou seu pai biológico, professor na faculdade de medicina e estabeleceu laços com a família paterna. A partir deste reencontro ela passou a usar o nome May Ayim, para homenagear suas raízes africanas, a partir de 1992.

## Carreira
Com o impacto conseguido no meio acadêmico por sua tese de doutorado na Universidade de Ratisbona, May ergueu discussões pertinentes a respeito do racismo na Alemanha e a situação da população afro-alemã, sua identidade e sua luta por mais direitos. Em alguns casos, a discussão evoluía para ajudar aos afro-alemães que quisessem ter mais contato com suas raízes africanas e, no caso dos adotados, em reencontrar os pais biológicos.
No livro baseado em sua tese, May e suas editoras recolheram narrativas de várias gerações de afro-alemães de forma a montar uma narrativa ao longo do tempo. A ideia era não ter que explicar mais sua existência ao se reconectarem com seus ancestrais e ao descobrirem suas origens. Ao afirmarem sua identidade isso ajudaria outras pessoas a buscar as suas.
As experiências obtidas com os relatos e as buscas foram publicadas, gerando debates sobre história, racismo e opressão na sociedade alemã. Foi uma oportunidade única de dar visibilidade a uma população normalmente à margem, garantindo que futuras gerações de afro-alemães pudessem se sentir menos isoladas ou marginalizadas. May ajudou a fundar a Initiative Schwarze Deutsche (Iniciativa para Pessoas Negras na Alemanha), da qual Audre Lorde era a figura principal.
Depois de sua viagem a Gana e da adoção do nome da família paterna, May se estabeleceu em Berlim, em 1984 e passou a lecionar na Universidade Livre de Berlim, onde continuou escrevendo artigo, explorando a população multi-étnica na Alemanha e suas identidades. Era uma educadora e escritora muito ativa no meio acadêmico, participando de várias conferências e encontros, além de publicar livros, ensaios e coletâneas de poemas.

## Morte

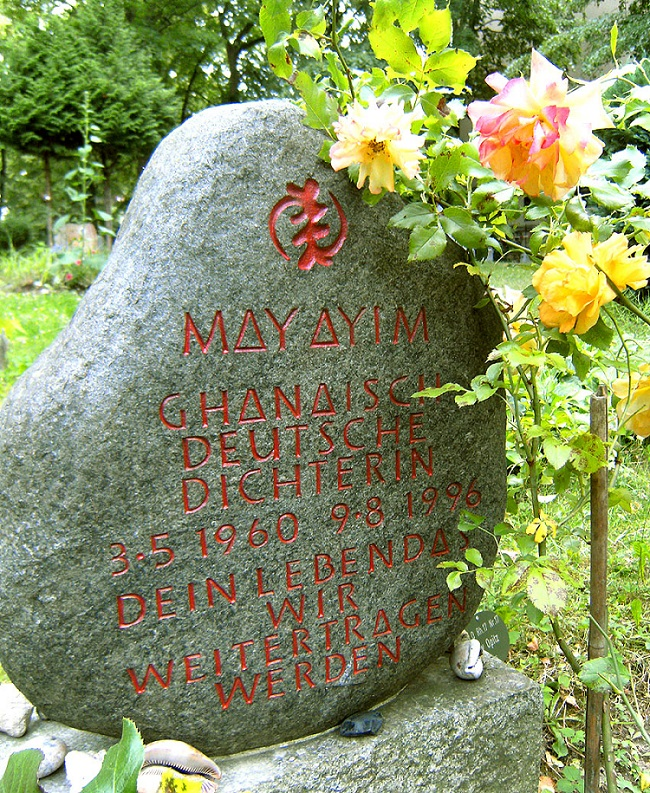
Lápide da poeta May Ayim em Alter St. Matthäus-Kirchhof, 2015.

Depois de trabalhar intensamente, preparando o Mês da História Negra, em 1996, May teve um colapso nervoso e mental. May deu entrada na ala psiquiátrica no Hospital Augusta Vitória, em Berlim, em janeiro de 1996. Os médicos acabaram por diagnosticar esclerose múltipla. Eles tinham diagnosticado um quadro de depressão profunda, então suspenderam sua medicação e lhe deram alta em abril de 1996. May continuou lutando contra a depressão, mas em junho deu entrada novamente no hospital, depois de uma tentativa de suicídio. May teve alta novamente em julho, mas ela se suicidou em 9 de agosto de 1996 ao pular do 13º andar de um prédio em Berlim.